# Ниден
Ниден (нем. Nieden) — община в Германии, районный центр, расположен в земле Мекленбург-Передняя Померания.
Входит в состав района Иккер-Рандов. Подчиняется управлению Иккер-Рандов-Таль. Население составляет 187 человек (2009); в 2003 г. — 202. Занимает площадь 6,49 км².
| Год  | Население |
| ---- | --------- |
| 1991 | 242       |
| 1995 | 213       |
| 2000 | 212       |
| 2005 | 201       |
| 2010 | 187       |